# Burg Montbrun (Dournazac)
Die Burg Monbrun (französisch Château de Montbrun) ist eine im Gemeindegebiet von Dournazac (Département Haute-Vienne, Region Nouvelle-Aquitaine) gelegene Burg des 12. und 15. Jahrhunderts.

## Geographie
Die Burg liegt auf 341 Meter Höhe im Tal des Le Dournaujou, eines kleinen rechten Nebenflusses der Dronne. Er kommt vom Grand Puyconnieux (498 Meter) nach Süden herab und wird zusammen mit einem kleineren rechten Seitenarm an der Burg zu Defensivzwecken aufgestaut. Die D 94 von Dournazac nach La Chapelle-Montbrandeix führt unmittelbar am Burgareal vorbei. Der im Südosten gelegene Ortskern von Dournazac ist nur 1,7 Kilometer entfernt.

## Geologie
Die Burg steht auf hochgradig metamorphen Augengneisen der Unteren Gneisdecke des Limousins. Diese Kristallingesteine des nordwestlichen Massif Central sind foliiert. Ihre Foliationsebene streicht Nordnordwest und fällt mit rund 40 Grad nach Ostnordost ein. Erkennbare Strecklineare tauchen mit 20 bis 30 Grad nach Ostsüdost ab. Ausgangsgesteine der Augengneise waren wahrscheinlich Granitporphyre oder sehr unreife Arkosen.

## Beschreibung
Auch wenn die Anlage zahlreiche Elemente einer typischen Burg aufweist, so war sie dennoch vorwiegend als Lustschloss konzipiert. Sie besitzt einen romanischen Donjon, der im 14. Jahrhundert mit Maschikulis ausgestattet wurde. Das Hauptgebäude stammt aus dem 15. Jahrhundert. Seine vier Ecken sind mit mächtigen Rundtürmen bewehrt. Die Seiten sind mit großen Kreuzstockfenstern ausgestattet, die im Ernstfall nur schwer zu verteidigen waren.
Die Burg Montbrun stellt eine der Sehenswürdigkeiten für die Communauté de communes des Monts de Châlus und den Regionalen Naturpark Périgord-Limousin dar. Im Miniaturpark France miniature bei Paris vertritt ihr Modell neben drei anderen Objekten das Limousin.

## Geschichte

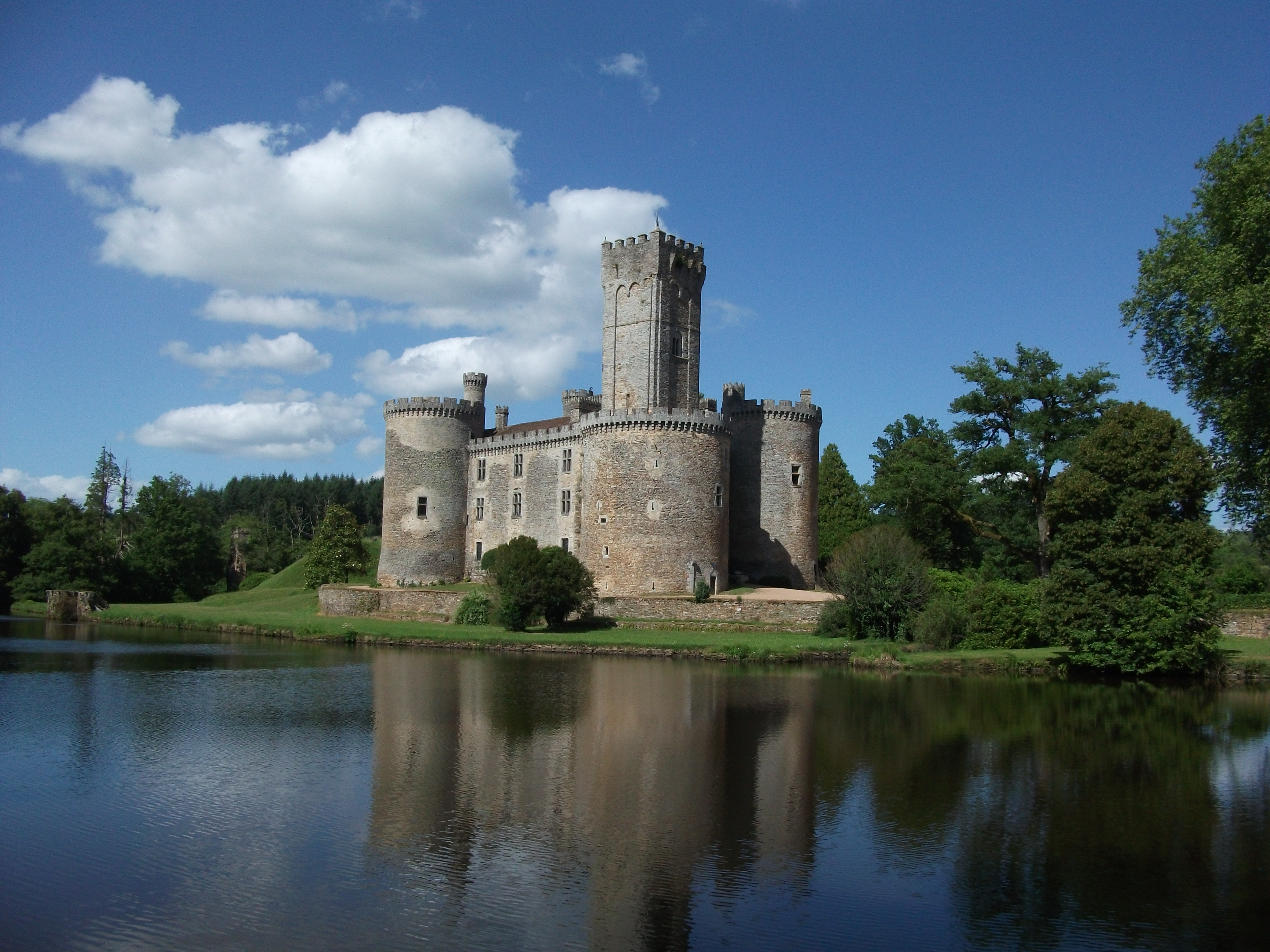
Die Burg und links im Hintergrund die Motte

Der Platz, auf dem jetzt die Burg steht, war seit dem 11. Jahrhundert besiedelt. Dies belegt eine hohe, direkt neben der heutigen Burg gelegene Motte. Pierre Brun, damaliger Herr von Montbrun, befehligte im Jahr 1199 zusammen mit dem Ritter Pierre Basile die Garnison von Châlus, als diese von Richard Löwenherz belagert wurde – der aber hierbei den Tod fand.
Im 12. Jahrhundert wurde eine Burg aus Natursteinen errichtet, deren romanischer Donjon noch erhalten ist. Diese Anlage wurde niedergebrannt und später im 15. Jahrhundert fast vollständig wiederaufgebaut. Während der Französischen Revolution wurde die Burg eingenommen und geplündert, jedoch im folgenden 19. Jahrhundert erneut restauriert. Nach einem nochmaligen Brand im Jahr 1917 wurde die Burg dann von Grund auf wiederhergestellt.
Seit 1995 wird sie Burganlage von dem Niederländer Maarten Joost Lamers bewohnt und steht seit 2009 zum Verkauf.
Das Innere der Burg ist seit dem 20. September 1946 als Monument historique eingeschrieben, am 10. April 1990 folgten dann der Außenbereich mit den dazugehörigen Parzellen. 